# Webtoon
Webtoon (hangul: 웹툰) é um termo usado para descrever webcomics ou manhwas sul-coreanos que são publicados online. O portal web Coreano Daum criou um serviço de webtoon, em 2003, assim como a Naver, em 2004. Estes serviços regularmente disponibilizam webtoons de maneira gratuita. 

A partir de julho de 2014, Naver tinha publicado 520 webtoons, enquanto Daum tinha publicado 434. Desde o início de 2010, serviços como Tapastic, Spottoon e Line Webtoon começaram a traduzir oficialmente webtoons em Inglês. Exemplos de webtoons populares que foram traduzidos para o inglês são The Breaker, Girls of the Wild's, The Gamer, Noblesse, e Tower of God. Nos últimos anos, esses webtoons têm vindo a ganhar popularidade nos mercados ocidentais, rivalizando com os mangás. 

## História

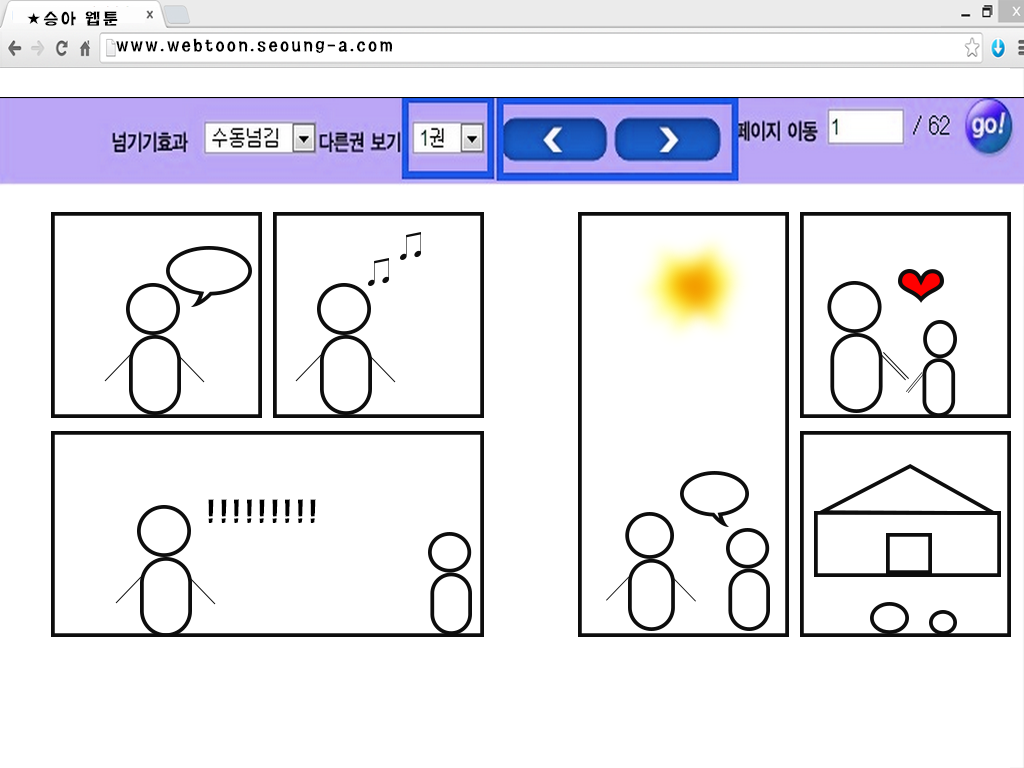
Layout da primeira geração de webtoon. Os botões permitem ir para a próxima página

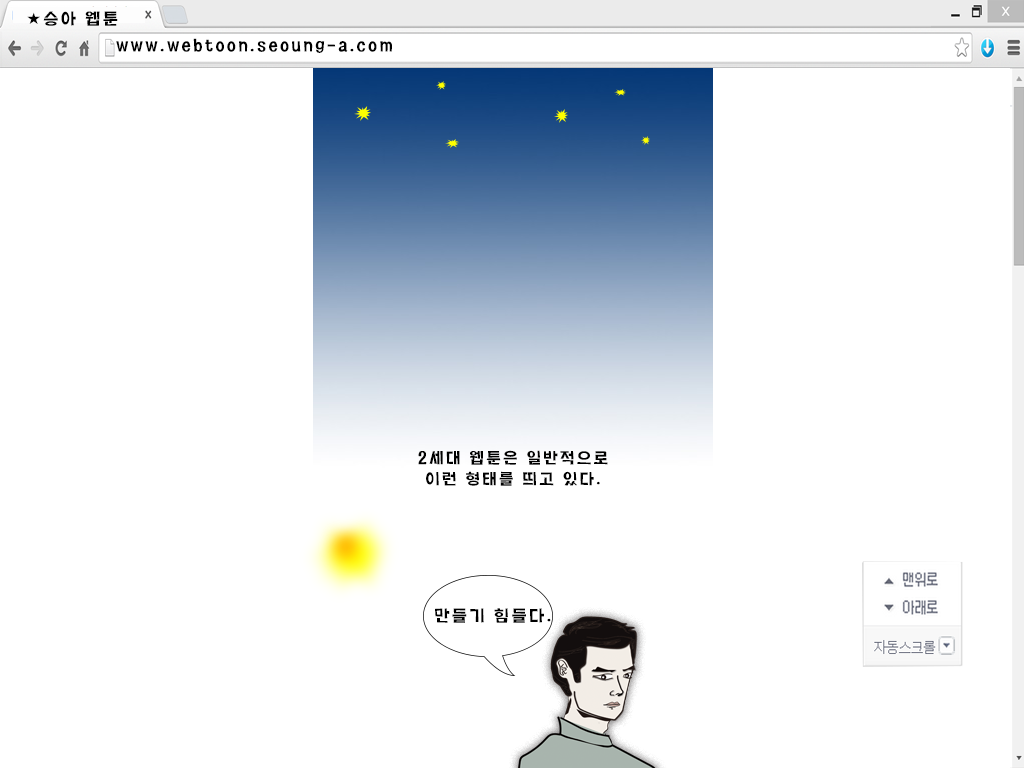
Um exemplo da segunda geração de webtoon

### Geração zero
Os webtoons mais antigos foram quadrinhos originais digitalizados e enviados para a Internet, geralmente formatado em um layout de uma página.

### Primeira Geração
Com o desenvolvimento da tecnologia, os autores foram capazes de utilizar efeitos de animação flash.

### Segunda Geração
O pré-carregamento aprimorado permitiu aos autores adotarem um layout vertical com rolagem. Em contraste com quadrinhos com uma composição de painel densa, rolagem traz novos painéis em vista. Isso torna os webtoons adequados para uma representação gradual e contínua, permitindo que a leitura se torne mais fluida.

### Terceira Geração
Com o advento do smartphone e tablet, webtoons também migraram para novas plataformas, como aplicativos. 

Antes de 2014, a maioria das webtoons só estavam disponíveis em inglês através de traduções feitas por fans. Em julho de 2014, Line, subsidiária da Naver, começou a publicação de traduções de webtoons populares para o inglês através do serviço Line Webtoon.

## Mercado
Atualmente, o mercado de webtoons e seus derivados é avaliado em torno de KR ₩ 420 bilhões (R$ 368 milhões).

Embora os quadrinhos digitais estejam cada vez mais populares, a publicação impressa continua a ser o principal meio de comércio de revistas em quadrinhos. Alguns editores oferecem conteúdo online e conteúdo impresso simultaneamente.

Webtoons foram utilizados como material base por diversos meios, incluindo filmes e televisão; Um dos primeiros exemplos disso foi Beat, um filme de 1997 baseado no quadrinho de Huh Young-man. O trabalho posterior de Huh, Tazza, foi serializado no Sports Chosun e obteve mais de 100 milhões de visualizações em sua pagina inicial, sendo depois adaptado em dois filmes. Outra obra de Huh, Le Grand Chef, foi publicada no Dong-a Ilbo por cinco anos e vendeu 540.000 cópias em versão livro de bolso.

O serviço Line Webtoon da Naver, lançado em 2014, é uma das maiores plataformas de webtoons na Coreia. De acordo com a Naver, alcança mais de 6.2 milhões de usuários por dia. O serviço de tradução Line Webtoon gratuito permitiu que os webtoons fizessem parte da Onda Coreana.

## Portais
| Site do serviço                 | Empresa                                      |
| ------------------------------- | -------------------------------------------- |
| Naver webtoon                   | NAVER Corp.                                  |
| LINE webtoon                    | NAVER Corp.                                  |
| Daum webtoon                    | kakao Corp. (antigo. Daum communication.Inc) |
| Nate webtoon                    | SKcommunications                             |
| Tstore webtoon[ligação inativa] | SKcommunications                             |
| Foxtoon                         | Foxtoon.Inc                                  |
| Lezhin comics (en)              | Lezhin entertainment.Inc                     |
| Olleh webtoon                   | KT.Inc                                       |
| Pikitoon                        | Pikicast                                     |
| Spottoon                        | Spottoon                                     |
| Comico                          | NHN comico (antigo. NHN PlayArt)             |
| Toptoon                         | TopComics Co.,Ltd.                           |
| MixtoonMix                      | 4P Sistemas Ltda                             |